# Лили Рисорт (Флорида)
Лили Рисорт (енгл. Lely Resort) насељено је место без административног статуса у америчкој савезној држави Флорида.

## Демографија
По попису из 2010. године број становника је 4.646, што је 3.22 (225,8%) становника више него 2000. године.
| Група             | 2000.         | 2010.         |
| Белци             | 1.075 (75,4%) | 2.886 (62,1%) |
| Афроамериканци    | 66 (4,6%)     | 633 (13,6%)   |
| Азијати           | 7 (0,5%)      | 28 (0,6%)     |
| Хиспаноамериканци | 235 (16,5%)   | 1.070 (23,0%) |
| Укупно            | 1.426         | 4.646         |